# Uèirelui
Ueire Lui (en francès Oeyreluy) és un municipi francès situat al departament de les Landes i a la regió de la Nova Aquitània.

## Demografia
| 1962                                       | 1968 | 1975 | 1982  | 1990  | 1999  | 2007  |
| ------------------------------------------ | ---- | ---- | ----- | ----- | ----- | ----- |
| 390                                        | 635  | 914  | 1.136 | 1.063 | 1.119 | 1.530 |
| Des de 1962: població sense dobles comptes |      |      |       |       |       |       |

## Administració
| Període   | Identitat           | Partit |
| --------- | ------------------- | ------ |
| 2001-2008 | Lucette Marchand    |        |
| 2008-     | Jean-Louis Daguerre |        |